# Rete mirabile

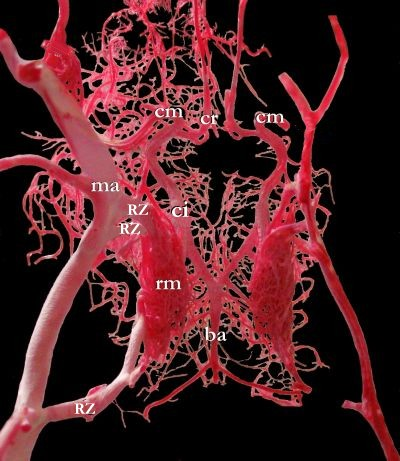
Rete mirabile (rm) der Arteria carotis interna beim Schaf

Ein Rete mirabile (lateinisch, deutsch „Wundernetz“; Plural: Retia mirabilia) ist eine Verzweigung einer Arterie in ein Geflecht aus feinsten Arterien, das sich anschließend nicht zu einer Vene, sondern wiederum zu einer Arterie vereinigt.
Bei allen Wirbeltieren kommen solche Wundernetze bei den Glomerula der Niere vor. Hier verzweigt sich eine Arteriole (Arteriola glomerularis afferens) in ein feines Kapillarnetz (Glomerulum), das sich wiederum in einer Arteriole (Arteriola glomerularis efferens) sammelt. Letztere geht dann, wie sonst auch im Kreislaufsystem üblich, in ein Kapillarnetz über, das in Venen abfließt. Im Fall der Glomerula dient dieses Wundernetz zur Ultrafiltration des Primärharns aus dem Blut.
Des Weiteren treten Wundernetze bei einigen weiteren Arterien auf:
- bei Paarhufern an der Arteria carotis interna
- bei Wiederkäuern an der äußeren Augenarterie (Arteria ophthalmica externa)
- bei Katzen an der Oberkieferarterie (Arteria maxillaris)
- bei Loris an den Händen und Füßen
- bei Fischen (Physoclisten) zur Befüllung der Schwimmblase

Die funktionelle Bedeutung dieser Bildungen ist bei vielen Arten bislang nicht geklärt. 
Bei Thunfischen und Haien dienen Wundernetze als Gegenstrom-Wärmeaustauscher der Thermoregulation. Die Schwimmmuskeln erzeugen bei diesen Tieren viel Wärme, durch die Wundernetze wird die Wärme im Körperkern gehalten und die lebensnotwendigen Organe besitzen dadurch eine höhere Temperatur als das umgebende Wasser. Die Wundernetze bestehen hier jedoch aus relativ dickwandigen Gefäßen und ermöglichen keinen Gasaustausch. Bei den Physoclisten unterstützen sie die Anreicherung der Schwimmblase mit Sauerstoff und bei anderen Fischarten die Sauerstoffversorgung der Retina. 
Des Weiteren gibt es auch venöse Wundernetze als Verästelungen der Pfortader in der Leber sowie der Hypophysenpfortader im Vorderlappen der Hirnanhangsdrüse.